# Пимен Постник (в Ближних пещерах)
Пи́мен По́стник и Прозорливец в Ближних пещерах почивающий —  (XI ст. - † около 1113 г.)  монах, преподобный Православной церкви, подвизавшийся в пещерах Киево-Печерского монастыря. Был сподвижником священномученика Кукши Печерского.
Согласно Киево-Печерскому патерику, блаженный Пимен строго постился и, за многие свои труды и подвиги, получил от Бога дар исцелять болящих и видеть будущее, причем далекое, безвестное и тайное. Он чудотворно исцелил множество больных и много пророчествовал, предсказав и свою кончину за два года.
Предсказал он и кончину святого Кукши Печерского находящегося в тот момент очень далеко. В момент смерти святого Кукши преподобный Пимен, стоя посреди церкви, громко воскликнул: «Брат наш Кукша противу свету убиен бысть». И сказав это, преставился в один день с сщмч. Кукшей и учеником его Никоном.
Архиепископ Филарет (Гумилевский) указывает, что не следует путать житие прп. Пимена Постника из Ближних пещер с прп. Пименом Постником и игуменом Печерским из Дальних пещер, а также с прп. Пименом Многоболезненным.